# GHS
GHS är akronym för Globally Harmonized System of Classification and Labelling of Chemicals. Det är skapat av FN för att identifiera kemikalier och upplysa allmänheten om faror med dessa ämnen.
GHS-märkning har fastställts att gälla inom EU genom EU-förordning 1272/2008 (CLP). Detta har ratificerats av många länder. (Sverige?)

## Kommunikation av faror
Enligt GHS måste faror rapporteras:
- i mer än en form (t.ex. skyltar, etiketter eller säkerhetsdatablad),[3]
- med faroangivelser och försiktighetsåtgärder,
- i en lättförståelig och standardiserad form,[4]
- överensstämmer med andra uttalanden för att undvika förvirring, och
- med beaktande av all befintlig forskning och eventuella nya bevis.

Etiketten innehåller en QR-kod som, när den skannas, ger omedelbar tillgång till lämpligt säkerhetsdatablad (SDS) för kemikalien i behållaren. Etiketterna visar också motsvarande PPE-piktogram och ikoner som härrör från säkerhetsdatabladet.
Tydlighet är en viktig faktor i implementeringen av GHS. GHS Purple Book innehåller ett verktyg för kontroll av begriplighet i bilaga 6. Faktorer som beaktades vid utvecklingen av GHS kommunikationsverktyg inkluderar:
- Olika synsätt i befintliga system på hur och vad som ska rapporteras;[8]
- Språkskillnader runt om i världen;[9]
- Förmåga att översätta fraser på ett meningsfullt sätt;
- Förmåga att förstå pictogram och reagera på dem på rätt sätt.

## GHS-märkningselement
Standardiserade märkningselement som ingår i GHS:
- GHS farosymboler (piktogram): förmedlar information om de hälsorisker, fysiska faror och miljöfaror som tilldelats GHS faroklass och kategori.[11] Piktogram omfattar harmoniserade farosymboler samt andra grafiska element såsom ramar, bakgrundsmönster eller beläggningar och ämnen som är giftiga för målorgan. Dessutom markeras skadliga kemikalier och irriterande ämnen med ett utropstecken som ersätter det europeiska snedstreckskorset. Piktogrammen har en svart symbol på vit bakgrund med en röd diamantformad kant. För transport kommer piktogrammen att ha den bakgrund, symbol och de färger som för närvarande används i FN:s rekommendationer om transport av farligt gods.
- Signalorden: "Fara" eller "Varning" ska användas för att betona faror och för att ange den relativa nivå av farans allvarlighetsgrad som tilldelats GHS faroklass och kategori. Vissa farokategorier på lägre nivå använder inte signalord. Endast ett signalord som motsvarar klassen för den allvarligaste faran ska användas på etiketten.
- GHS Faroinformation: Standardfraser som tilldelats en faroklass och -kategori och som beskriver farans art. En lämplig förklaring för varje GHS-fara måste ingå i märkningen för produkter med mer än en fara.

## Klassifikation av GHS
Det finns två slag av koder:
H-koder för faror (Hazard Statement Codes) och P-koder för förebyggande åtgärder (Precautionary Statement Codes).

### Allmänna säkerhetsföreskrifter
- P101 Om medicinskt råd efterfrågats, håll produktens förpackning eller etikett redo
- P102 Håll produkten utom räckhåll för barn
- P103 Läs etiketten före användning

### H-koder
Faror
- H225: Både vätska och gas är mycket eldfarliga
- H301: Omedelbara skador om nedsväljt
- H311: Omedelbara skador vid kontakt mot huden
- H331: Omedelbara skador om inandat

Följder
- H315: Irriterad hud, med eller utan sår
- H319: Allvarlig ögonirritation eller ögonskada
- H335: Andningsproblem
- H400: Mycket farligt för vattenlevande organismer

### P-koder
- P210 Skydda från upphettning, ej i närheten av heta ytor, gnistor, öppen eld och andra antändningsmöjligheter. Rökning förbjuden.
- P233 Behållare ska vara tätt förslutna
- P240 Jordförbind behållare och utrustning som ska fyllas
- P241 Utrustning för el-driven ventilaton, belysning etc ska vara konstruerad för användning i explosiv miljö
- P242 Använd ej gnistbildande verktyg
- P243 Förebygg urladdningar p.g.a. statisk elektricitet
- P261 Undvik att inandas damm och ångor vid sprutningsarbete
- P264 Tvätta noggrant efter hantering
- P270 Ät inte, drick inte, rök inte medan detta ämne används
- P271 Användning endast utomhus eller i välventilerade utrymmen
- P273 Undvik spill i omgivningen
- P280 Använd skyddshandskar, skyddskläder och skyddsglasögon eller ansiktvisir
- P301+P310 Om nedsväljt, rådfråga omedelbart Giftinformationscentralen eller läkare
- P302+P352 Vid hudkontakt: tvätta med mycket vatten
- P303+P361+P353 Om på hud eller i håret: Tag omedelbart av träffade kläder, tvätta hud med vatten eller duscha
- P304+P340 Om inandat: Flytta den drabbade till friska luften och gör det bekvämt för andning
- P305+P351+P338 Om i ögonen: Skölj försiktig med vatten under flera minuter. Om möjligt ta bort eventuella kontaktlinser och fortsätt skölja
- P311 Ring Giftinformationscentralen eller läkare för råd
- P312 Om illamående: Ring Giftinformationscentralen eller läkare
- P321 Specialbehandling: Se anvisningar på etiketten
- P322 Särskilda åtgärder: Se anvisningar på etiketten
- P330 Skölj munnen
- P332+P313 Om förvirrad: Begär medicinskt råd (I Sverige m fl länder, ring 112). Håll den drabbade under uppsikt
- P337+P313 Vid kvarstående ögonbesvär: Begär medicinskt råd
- P361 Tag omedelbart av träffade kläder
- P362 Tag av träffade kläder
- P363 Tvätta träffade kläder, innan de återanvänds
- P370+P378 I händelse av brand: Släck med ... (redskap)
- P391 Samla upp spill
- P403+P233 Förvara i välventilerat utrymme. Håll kärl tätt slutna
- P403+P235 Förvara i svalt, välventilerat utrymme
- P405 Förvara i låst utrymme
- P501 Kassera innehåll och förvaringskärl enligt givna anvisningar

| För andra ämnen kan andra föreskrifter gälla |